# Tossal de Cal Franc
El Tossal de Cal Franc és una muntanya de 1.342 metres que es troba al municipi de Ribera d'Urgellet, a la comarca de l'Alt Urgell.
Al cim podem trobar-hi un vèrtex geodèsic (referència 271082001).